# Ramón Magsaysay
Ramón Magsaysay y del Fierro (Iba, 31 de agosto de 1907-Cebú, 17 de marzo de 1957) fue un estadista filipino que se desempeñó como el séptimo presidente de Filipinas, desde el 30 de diciembre de 1953 hasta su muerte en un desastre aéreo. Mecánico de automóviles de profesión, Magsaysay fue nombrado gobernador militar de Zambales después de su destacado servicio como líder guerrillero durante la guerra del Pacífico. Luego sirvió dos períodos como congresista del Partido Liberal para Zambales antes de ser nombrado Secretario de Defensa Nacional por el presidente Elpidio Quirino. Fue elegido presidente bajo la bandera del Partido Nacionalista.
Fue el primer presidente filipino nacido durante el siglo XX y el primero en nacer después de la era colonial española.

## Biografía

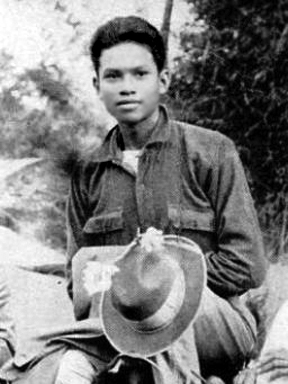
Ramón Magsaysay de adolescente

Ramón Magsaysay, de ascendencia mixta tagalo e ilocano, nació en Iba, Zambales el 31 de agosto de 1907 a Exequiel Magsaysay y de los Santos (18 de abril de 1874 en San Marcelino, Zambales - 24 de enero de 1969 en Manila ), un herrero, y Perfecta del Fierro y Quimson (18 de abril de 1886 en Castillejos, Zambales - 5 de mayo de 1981 en Manila), maestra de escuela.

### Vida escolar
Pasó su vida en la escuela primaria en algún lugar de Castillejos y su vida en la escuela secundaria en la Academia Pampanga en San Narciso, Zambales. Después de la universidad, Magsaysay ingresó a la Universidad de Filipinas en 1927, donde se matriculó en un curso de medicina previa. Trabajó como chofer para mantenerse mientras estudiaba ingeniería; y más tarde, se transfirió al Instituto de Comercio del Colegio José Rizal, ahora Universidad José Rizal (1928–1932), donde recibió un bachillerato en comercio. Luego trabajó como mecánico de automóviles en una empresa de autobuses (Florida) y superintendente de taller.

### Carrera durante la Segunda Guerra Mundial

Magsaysay como guerrillero durante la Segunda Guerra Mundial

Al estallar la Segunda Guerra Mundial, se unió al grupo motorizado de la 31.ª División de Infantería del Ejército de Filipinas. Cuando Bataan se rindió en 1942, Magsaysay escapó a las colinas, evadiendo por poco el arresto japonés en al menos cuatro ocasiones. Allí organizó las Fuerzas Guerrilleras de Luzón Occidental, y fue comisionado capitán el 5 de abril de 1942. Durante tres años, Magsaysay operó bajo el famoso equipo guerrillero del Coronel Merrill y vio acción en Sawang, San Marcelino, Zambales, primero como oficial de suministros con nombre en código Chow y más tarde como comandante de una fuerza fuerte de 10 000. Magsaysay fue uno de los instrumentales en la limpieza de la costa de Zambales de los japoneses antes del desembarco de las fuerzas estadounidenses junto con las tropas de la Commonwealth de Filipinas el 29 de enero de 1944.

### Familia
Se casó con Luz Magsaysay (née Banzon) el 16 de junio de 1933 y tuvieron tres hijos: Teresita "Sita" (1934–1979), Milagros "Mila" (n. 1936) y Ramón "Jun" Banzon-Magsaysay, Jr (b. 1938).
Otros familiares Varios de los familiares de Magsaysay se convirtieron en figuras públicas prominentes por derecho propio:
- Ramón Magsaysay, Jr., hijo; excongresista y senador
- Genaro Magsaysay, hermano; exsenador
- Vicente Magsaysay, sobrino; Exgobernador de Zambales
- JB Magsaysay, sobrino nieto; Actor
- Antonio M. Díaz, sobrino; Congresista y Asambleísta de Zambales
- Anita Magsaysay-Ho, prima; pintor
- Doris M. Ho, sobrina; ejecutivo de envío

### Cámara de los Representantes
El 22 de abril de 1946, Magsaysay, alentado por sus exguerrilleros, fue elegido bajo el Partido Liberal para la Cámara de Representantes de Filipinas. En 1948, el presidente Manuel Roxas eligió a Magsaysay para ir a Washington como presidente de la Comisión de Asuntos Guerrilleros, para ayudar a asegurar la aprobación del Proyecto de Ley de Veteranos de Rogers, dando beneficios a los veteranos filipinos. En la llamada "elección sucia" de 1949, fue reelegido para un segundo mandato en la Cámara de Representantes. Durante ambos períodos fue Presidente del Comité de Defensa Nacional de la Cámara.

### Secretario de defensa nacional
A principios de agosto de 1950, le ofreció al presidente Elpidio Quirino un plan para luchar contra la guerrilla comunista, utilizando sus propias experiencias en la guerra de guerrillas durante la Segunda Guerra Mundial. Después de algunas dudas, Quirino se dio cuenta de que no había alternativa y nombró al Secretario de Defensa Nacional de Magsaysay el 31 de agosto de 1950. Intensificó la campaña contra la guerrilla Hukbalahap. Este éxito se debió en parte a los métodos poco convencionales que tomó de un ex experto en publicidad y agente de la CIA, el coronel Edward Lansdale. En la contrainsurgencia, los dos utilizaron soldados desplegados que distribuían productos de socorro y otras formas de ayuda a las comunidades periféricas y provinciales. Antes del nombramiento de Magsaysay como Secretario de Defensa, los ciudadanos rurales percibían al ejército filipino con apatía y desconfianza. Sin embargo, el término de Magsaysay mejoró la imagen del Ejército, ganándoles respeto y admiración.
En junio de 1952, Magsaysay realizó una gira de buena voluntad a los Estados Unidos y México. Visitó Nueva York, Washington D. C. (con un chequeo médico en el Hospital Walter Reed) y Ciudad de México, donde habló en la Convención Anual de Leones Internacional.
Para 1953, el presidente Quirino pensó que la amenaza de los huks estaba bajo control y el secretario Magsaysay se estaba debilitando demasiado. Magsaysay se encontró con la interferencia y la obstrucción del presidente y sus asesores, por temor a que pudieran ser destituidos en las próximas elecciones presidenciales. Aunque en ese momento Magsaysay no tenía intención de postularse, se le instó desde muchos lados y finalmente se convenció de que la única forma de continuar su lucha contra el comunismo y para un gobierno para el pueblo, sería ser elegido presidente, destituyendo a la administración corrupta eso, en su opinión, había causado el surgimiento de la guerrilla comunista por la mala administración. Renunció a su cargo como secretario de defensa el 28 de febrero de 1953 y se convirtió en el candidato presidencial del Partido Nacionalista, disputando la nominación con el senador Camilo Osías en la convención nacional nacionalista.

### Elección presidencial de 1953
Las elecciones presidenciales se celebraron el 10 de noviembre de 1953 en Filipinas. El actual presidente, Elpidio Quirino, perdió la oportunidad de un segundo mandato completo como presidente de Filipinas ante el exsecretario de Defensa Magsaysay. Su compañero de fórmula, el senador José Yulo, perdió ante el senador Carlos P. García. El vicepresidente Fernando López no se postuló para la reelección. Esta fue la primera vez que un presidente electo de Filipinas no vino del Senado. Además, Magsaysay comenzó la práctica en Filipinas de "jingles de campaña" durante las elecciones, porque una de sus inclinaciones y pasatiempos era bailar.
El Gobierno de los Estados Unidos, incluida la Agencia Central de Inteligencia, tuvo una fuerte influencia en las elecciones de 1953, y los candidatos en las elecciones compitieron ferozmente entre sí por el apoyo de los Estados Unidos.

## Presidencia

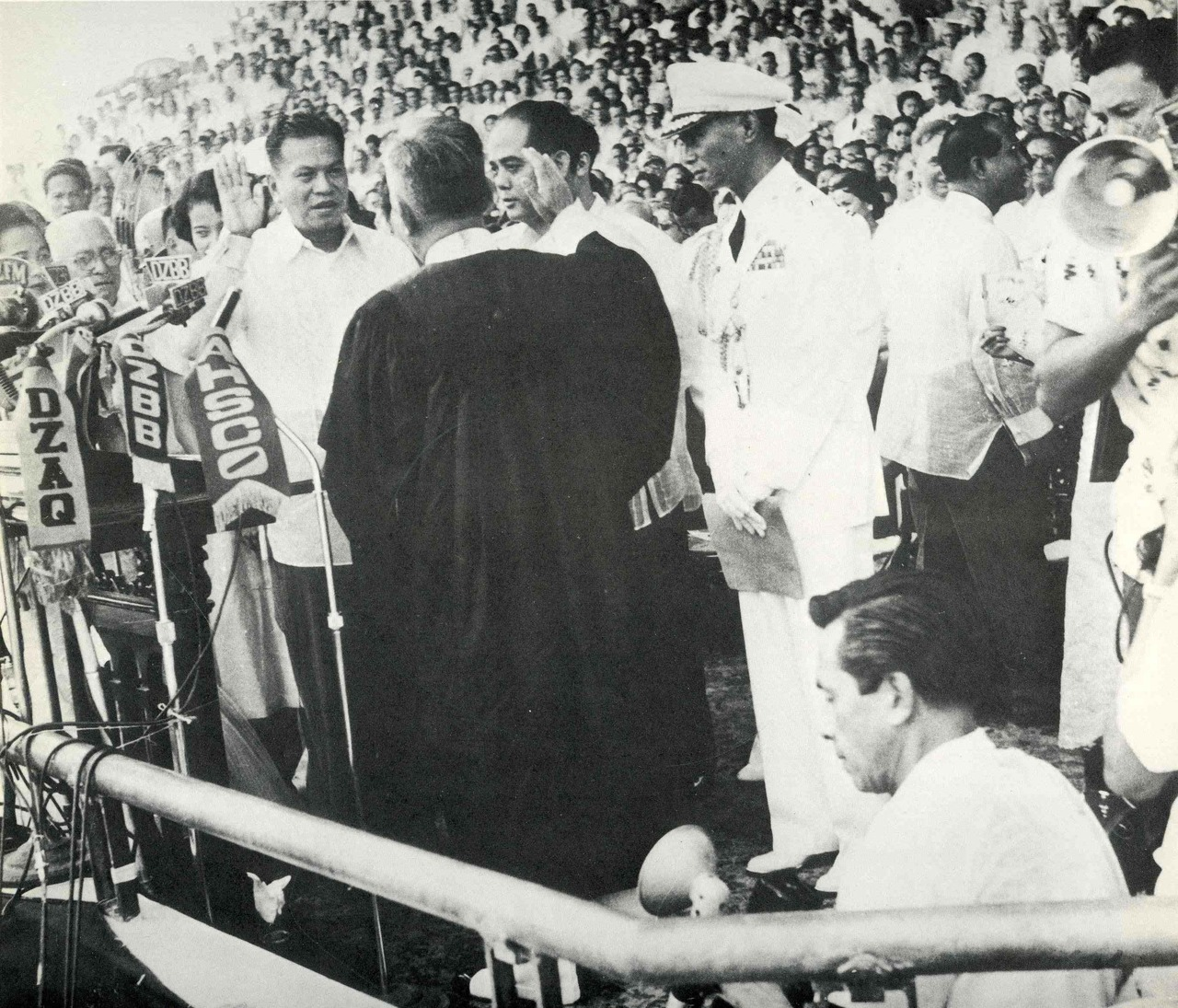
Ramón Magsaysay jura como séptimo presidente de Filipinas, el 30 de septiembre de 1953

En la elección de 1953, Magsaysay fue elegido presidente de manera decisiva sobre el titular Elpidio Quirino. Fue juramentado en el cargo con el Barong tagalog, el primero de un presidente filipino. Luego fue llamado "Mambo Magsaysay".
Como presidente, fue un amigo cercano y partidario de los Estados Unidos y un portavoz vocal contra el comunismo durante la Guerra Fría. Dirigió la fundación de la Organización del Tratado del Sudeste Asiático, también conocida como el Pacto de Manila de 1954, que tenía como objetivo derrotar a los movimientos comunistas-marxistas en el sudeste asiático, el sur de Asia y el Pacífico sudoccidental.
Durante su mandato, hizo de Malacañang literalmente una "casa del pueblo", abriendo sus puertas al público. Un ejemplo de su integridad siguió a un vuelo de demostración a bordo de un nuevo avión perteneciente a la Fuerza Aérea de Filipinas (PAF): el presidente Magsaysay preguntó cuáles eran los costos operativos por hora para ese tipo de aeronave, luego escribió un cheque personal al PAF, cubriendo el costo de su vuelo. Restableció la confianza del pueblo en los militares y en el gobierno.
La administración de Magsaysay fue considerada una de las más limpias y libres de corrupción en la historia moderna de Filipinas; El período de su presidencia se cita a menudo como los "Años Dorados" de Filipinas. El comercio y la industria florecieron, el ejército filipino estaba en su mejor momento y el país ganó reconocimiento internacional en deportes, cultura y asuntos exteriores. Filipinas ocupó el segundo lugar en una clasificación de los países limpios y bien gobernados de Asia.

## Muerte

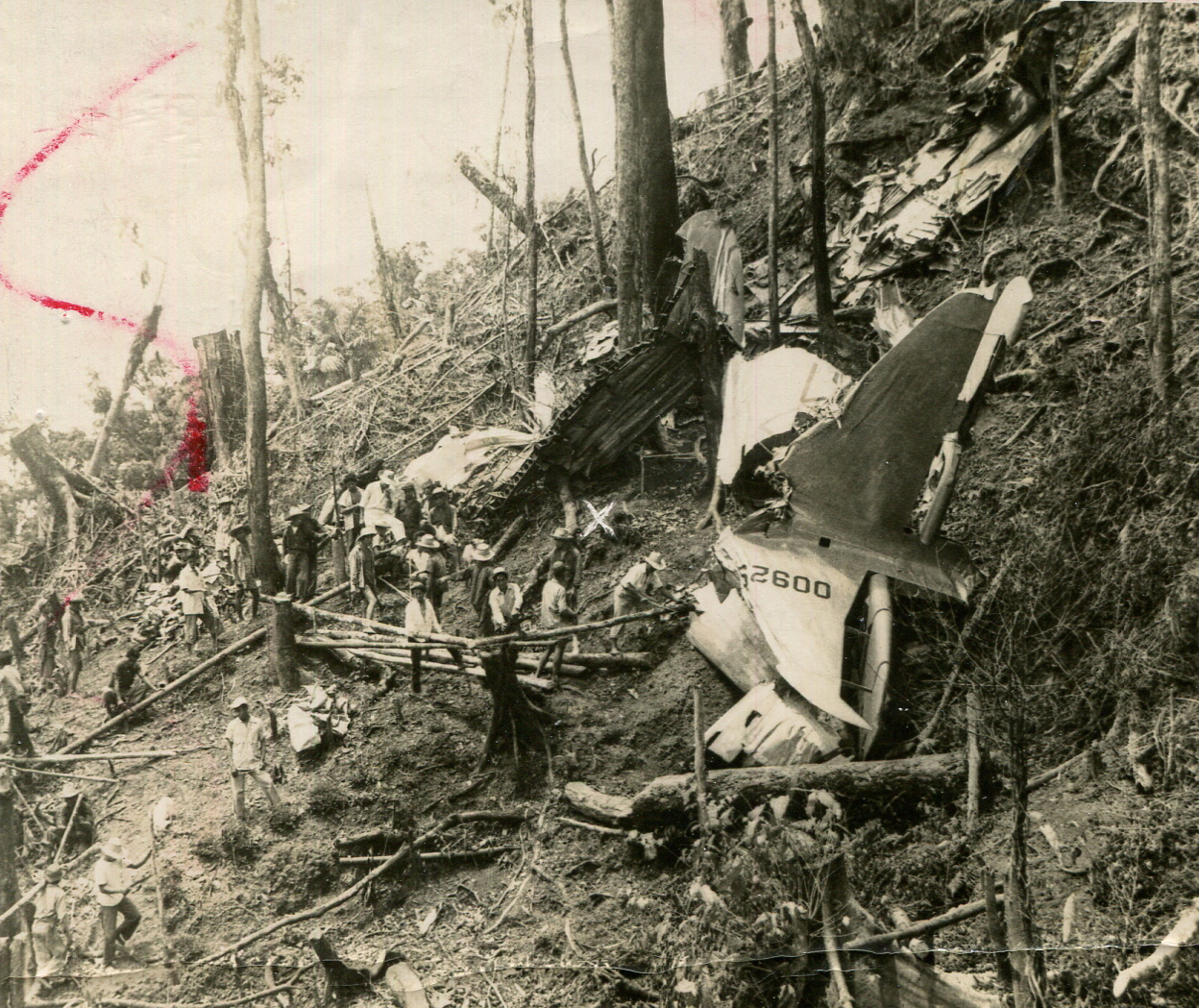
El lugar del accidente del avión presidencial de Ramón Magsaysay en Mount Manunggal, Cebú

El período de Magsaysay, que finalizaría el 30 de diciembre de 1957, se vio interrumpido por un accidente aéreo. El 16 de marzo de 1957, Magsaysay dejó Manila para ir a la ciudad de Cebú, donde habló en tres instituciones educativas. Esa misma noche, aproximadamente a la 1 de la mañana, subió al avión presidencial "Mt. Pinatubo", un C-47, que regresaba a Manila. En las primeras horas de la mañana del 17 de marzo, el avión fue reportado como desaparecido. Al caer la tarde, los periódicos informaron que el avión se había estrellado en el monte. Manunggal en Cebú, y que 36 de los 56 a bordo habían muerto. El número real a bordo era 25, incluido Magsaysay. Solo el periodista Néstor Mata sobrevivió. El vicepresidente Carlos García, quien estaba en una visita oficial a Australia en ese momento, asumió la presidencia para servir los últimos ocho meses del mandato de Magsaysay.
Se estima que 2 millones de personas asistieron al funeral de estado de Magsaysay el 22 de marzo de 1957. Fue referido póstumamente como el "Campeón de las masas" y "Defensor de la democracia".

## Honores

### Honores Nacionales
- Quezon Service Cross - póstumo (4 de julio de 1957)
- Orden del Corazón Dorado, Miembro - póstumo (17 de marzo de 1958)[9]

### Honores extranjeros
- Tailandia: Knight Grand Cordon de la orden más exaltada del elefante blanco (abril de 1955)
- Camboya: Gran Cruz de la Real Orden de Camboya (enero de 1956)